# Seznam vojaških helikopterjev
Seznam vojaških helikopterjev zajema vse vojaške helikopterjev; od jurišnih do transportnih helikopterjev.

## A
- Aérospatiale:
Aérospatiale Alouette III
Aérospatiale Gazelle
Aérospatiale Super Frelon
- AgustaWestland:
AgustaWestland AW119 Koala
AgustaWestland AW109
Agusta A129 Mangusta
Westland Lynx
AgustaWestland AW101
- Agusta Westland-Bell:
AgustaWestland AW139

## B
- Bell Helicopter:
Bell 206B-3 Jetranger III
Bell 407
Bell 412
Bell 427
Bell 430
Bell UH-1 Iroquois
Bell AH-1 Cobra
Bell AH-1T Sea Cobra
Bell OH-58 Kiowa
Bell AH-1Z Super Cobra
Bell Boeing V-22 Osprey
- Bell-Agusta:
AgustaWestland AW609
- Boeing Helicopters:
Boeing AH-64 Apache
Boeing CH-46 Sea Knight
- Boeing Helicopters/Sikorsky Aircraft:
Boeing/Sikorsky RAH-66 Comanche
- Boeing/Vertol
Boeing CH-47 Chinook

## D
- Denel Aviation:
Denel Aviation AH-2 Rooivalk

## E
- EH Industries:
EH Industries EH101
- Enstrom:
Enstrom F28F Falcon
Enstrom 480B
- Eurocopter:
Eurocopter EC120 Colibri
Eurocopter EC130
Eurocopter EC135
Eurocopter EC145
Eurocopter EC155
Eurocopter AS332 Super Puma
Eurocopter AS532 Cougar
Eurocopter Tiger

## H
- Hindustan Aeronautics:
HAL Dhruv

## K
- Kaman:
Kaman SH-2 Super Seasprite
Kaman K-MAX
- Kamov:
Kamov Ka-25
Kamov Ka-50
Kamov Ka-60
Kamov Ka-27
Kamov Ka-29
Kamov Ka-31
Kamov Ka-40
- Kazan Helicopters:
Kazan Ansat

## M
- MBB:
MBB Bo 105
- McDonnell Douglas:
McDonnell Douglas Defender
- MD Helicopters:
MD Helicopters MD 500E
MD Helicopters MD 520N
MD Helicopters MD 530F
MD Helicopters MD 600N
MD Helicopters Explorer (MD 900)
- Mil:
Mil Mi-2
Mil Mi-4
Mil Mi-6
Mil Mi-8
Mil Mi-14
Mil Mi-24
Mil Mi-25
Mil Mi-26
Mil Mi-28
Mil Mi-35

## N
- NH Industries:
NH90

## P
- PZL Swidnik:
PZL W-3 Sokol

## S
- Sikorsky:
Sikorsky CH-53E Super Stallion (S-65A)
Sikorsky UH-60 Black Hawk (S-70)
Sikorsky S-76
Sikorsky S-92 Helibus
Sikorsky S-55 Whirlwind

## W
- Westland:
Westland Lynx
Westland Sea King
Westland Commando
Westland Wessex